# Vladimir Čestnokov
Vladimir Čestnokov (San Pietroburgo, 12 aprile 1904 – Leningrado, 15 maggio 1968) è stato un attore sovietico.

## Filmografia parziale

### Attore
- V dni Oktjabrja (1958)
- Ljublju tebja, žizn'! (1960)
- 713-j prosit posadku (1962)

## Premi
- Artista onorato della RSFSR
- Artista popolare della RSFSR
- Artista del popolo dell'Unione Sovietica
- Premio Stalin
- Premio di Stato dell'Unione Sovietica
- Ordine di Lenin
- Ordine della Bandiera rossa del lavoro
- Ordine della Stella rossa